# یاسین عرفات
یاسین عرفات (بنگالی: ইয়াসিন আরাফাত؛ زادهٔ ۵ ژانویهٔ ۲۰۰۳) بازیکن فوتبال اهل بنگلادش است.
وی همچنین در تیم‌های ملی فوتبال زیر ۲۳ سال بنگلادش و بنگلادش بازی کرده است.